# Valverde de Alcalá
Valverde de Alcalá és un municipi de la comunitat autònoma de Madrid.

## Història
Es desconeix l'època de fundació de Valverde encara que existeix la tradició que antigament es va dir Quejo. En realitat aquest nom de Quejo correspon a una àrea despoblada situada a uns 3 km a l'Est de Pozuelo. Segons la tradició, una pesta va obligar a la població a abandonar aquest lloc per a traslladar-se fins al seu actual emplaçament.
La primera referència històrica sobre Valverde la tenim en l'any 1129 en el qual el rei Alfons VII de Castella i el seu emmanilla Berenguela donen a l'arquebisbat de Toledo la vila d'Alcalá i les seves "..viles, llogarets, com pertany al real dret". A partir d'aquest moment són constants les referències a Valverde com territori pertanyent a l'Alfoz Complutense, compost per vint-i-cinc llogarets. Aquest règim de comunitat va acabar 1564, any en el qual Valverde va passar a adquirir la categoria de vila eximida. D'aquesta manera la comunitat de vila i terra d'Alcalá va deixar pas d'a mitjan s. XVI a la "comuna de les vint-i-cinc viles". Gràcies a les Relacions Topogràfiques de Felip II, redactades en l'última cambra del s. XVI, posseïm una abundant i detallada descripció de la vila en aquesta època. Pertanyia al regne i arquebisbat de Toledo, a la comarca i govern d'Alcalá i a la chancillería de Valladolid. Després d'una descripció dels seus límits geogràfics i la seva orografia, s'indica que és una població agrícola que produïx pa, va venir, oli i cànem i que hi ha una petita devesa on es cria bestiar oví. En total tenia cinquanta-sis cases i seixanta veïns (entre 240 i 300 habitants) que es dedicaven tots a l'agricultura.